# Туманган (річка)
Тума́нган (кит.: 图们江 Туминьцзян, кор. 두만강 МФА: [tumanɡaŋ] Туманга́н) — річка, що є кордоном Китаю та КНДР, а біля гирла — Росії та КНДР. Довжина — 549 км, площа басейну — 41,2 тис. км². Впадає в Японське море, утворюючи естуарій.
Виток знаходиться на плоскогір'ї Чанбайшань, біля вулкана Пектусан. На значному протязі річка тече у вузькій і глибокій долині між Північнокорейськими і Східноманьчжурськими горами. У середній течії приймає найбільшу ліву притоку — річка Гайяхе з притоками Буерхатон, Хайланьхе і Ванцінхе, також р. Хуньчуньхе. У пониззі тече по горбистій рівнині, ділячись на рукава. У пониззі правий берег високий, приток тут немає. На території КНР останньою лівою притокою є р. Уцзяцзичуань, на території Росії останньою лівою притокою є річка Тімакі.

## Назва
- китайська: річка Тумен (图们江, Túmen-jiāng, Тумен-цзян)
- корейська, річка Туман (두만강, 豆満江, Duman-gang, Туман-ганг)
- маньчжурська: річка Тумен (ᡨᡠᠮᡝᠨ ᡠᠯᠠ, Tumen ula, Тумен-ула)
- монгольська: річка Тумен (Tümen gol, Түмэн гол)
- російська: річка Туманная (Туманная)